# Parola di Dio

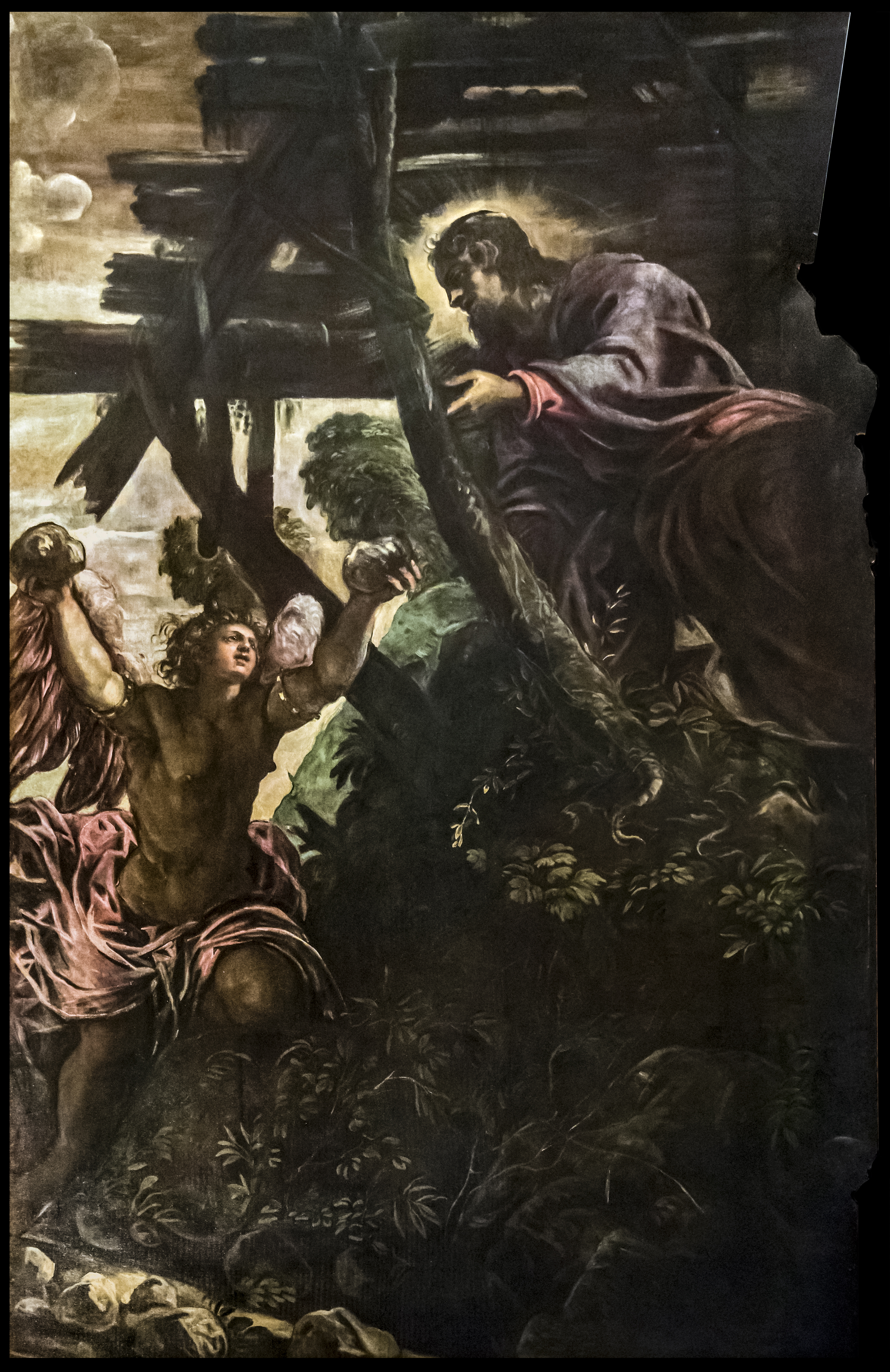
Dipinto che illustra la risposta di Gesù alle tentazioni del demonio: «non di solo pane vivrà l'uomo, ma di ogni Parola che promana dalla bocca di Dio» (Jacopo Tintoretto, 1581)

L'espressione Parola di Dio viene utilizzata dai credenti di una certa religione per indicare che i suoi testi sacri di riferimento costituiscono una rivelazione della sapienza di Dio, manifestata per suo stesso volere.

## Nell'Ebraismo
(Siddur)
Nella religione ebraica la parola divina fu necessaria alla realizzazione della Creazione: nella Torah viene riportato disse e fu....
L'idea della parola creatrice di Dio esprime anche il principio secondo cui Egli, immutabile e senza mancanze, non si è sforzato e non ha provato fatica nel creare. Gli ebrei ritengono poi che la Torah sia sapienza divina, infatti Dio guardò la Torah per creare.
Inoltre la parola divina viene anche trasmessa ai neviìm (profeti), tra cui anche i patriarchi ebrei, come fonte di verità: l'esegesi ebraica ritiene infatti che tutta la Torah scritta e tutta la Torah orale siano state trasmesse da Dio a Mosè, il quale poi la trasmise ancora al popolo d'Israele. 
La parola della Torah di Dio è descritta come fuoco nero su fuoco bianco. Spesso un angelo riferisce i messaggi della parola di Dio diretta al profeta, altrimenti troppo potente per la sua grandiosità.
I primi quattro libri del Pentateuco furono trasmessi da Dio al popolo ebraico senza che la Sua parola si mischiasse con quella di Mosè, che infatti ebbe un difetto nel parlare; in seguito il difetto venne curato e Mosè poté trasmettere il quinto libro della Torah, il Deuteronomio.
Anche con i profeti successivi a Mosé e grazie ai Rabbini del Talmud il processo di trasmissione orale venne mantenuto sino alla distruzione del Tempio di Gerusalemme, quando ebbe termine la profezia che, con l'eccezione di alcuni casi, ritorna soltanto con il Messia.
La parola divina è eterna e duratura poiché viene data da Dio, non soggetto ad errore o cambiamento per quanto concerne le benedizioni e le promesse al popolo d'Israele; vere anche le parole di punizione per il popolo ebraico ma certamente non durature, soprattutto in considerazione dell'era messianica.
Durante la rivelazione dei dieci comandamenti impartiti da Dio al popolo ebraico sul monte Sinai, ogni Ebreo vide le voci, vide la parola di Dio: secondo questa espressione si comprende che l'evento del dono della Torah fu spiritualmente terribile e grandioso tanto da permettere di vedere ciò che usualmente viene ascoltato, la parola. Secondo il Sefer haBahir vi sono 7 o 10 "voci": ciò viene enunciato anche in merito alla [quasi] totale mancanza di "immagine" in esse, come citato nel Pentateuco.
La "visione" della Parola di Dio viene paragonata al "tuono".
I maestri, come per esempio Rashi, ritengono che ogni Ebreo debba vivere come se ogni giorno venisse rivelata la Torah come fu sul monte Sinai, ed invero essa è sempre viva e custodita dal popolo d'Israele consapevole dell'esistenza di Dio sempre presente in mezzo ad esso.
Generalmente gli individui umani differiscono dalle altre creature o esseri viventi anche perché dotati di parola.
La parola divina coincide quindi, in verità e fedeltà, con la Sua Legge, ovvero con la Torah che è Sua Sapienza.

## Nel Cristianesimo
Nel Cristianesimo la Bibbia viene comunemente chiamata Parola di Dio perché i cristiani confidano che i libri in essa contenuti siano stati ispirati da Dio e quindi possano a ragione essere chiamati così.
La persona stessa di Gesù Cristo viene presentata come la rivelazione piena di Dio, la sua Parola fatta Carne, e quindi viene chiamato col termine greco Logos, che significa appunto «Parola», o «Verbo» di Dio (cfr. Prologo del Vangelo di Giovanni 1).
(Catechismo della Chiesa Cattolica, 65)
(Catechismo della Chiesa Cattolica, 108)